# Coagulo
Il coagulo è una massa solida costituita dalla fibrina, contenente piastrine, globuli rossi e bianchi che si forma nel normale processo di coagulazione del sangue. Si forma per lo più fuori dai vasi a partire dalle componenti fisiologiche del sangue.
Lo strumento che permette lo studio in vitro dei parametri della coagulazione e della fibrinolisi si chiama coagulometro.
Si differenzia dal trombo, con il quale condivide le sostanze che lo compongono ed i processi che ne provocano la formazione: la differenza principale è che il coagulo si forma solo in caso di danno dell'endotelio vascolare, all'esterno della circolazione sanguigna; post mortem i coaguli possono formarsi all'interno dei vasi, senza attaccarsi alle pareti.